# Phreatia dendrochiloides
Phreatia dendrochiloides är en orkidéart som beskrevs av Rudolf Schlechter. Phreatia dendrochiloides ingår i släktet Phreatia och familjen orkidéer. Inga underarter finns listade i Catalogue of Life.